# Orchadocarpa lilacina
Orchadocarpa lilacina är en tvåhjärtbladig växtart som beskrevs av Ridley. Orchadocarpa lilacina ingår i släktet Orchadocarpa och familjen Gesneriaceae. Inga underarter finns listade i Catalogue of Life.